# Jan C. A. Boeyens
Jan Christoffel Antonie Boeyens (* 2. Oktober 1934 in Wesselsbron, Oranje-Freistaat; † 26. August 2015) war ein südafrikanischer Chemiker.

## Werdegang
Er promovierte in Pretoria. Ab 1963 arbeitete er im National Physics Research Laboratory von Südafrika, 1965 in Stanford. 1981 wurde er zum Professor für Chemie an der Witwatersrand-Universität berufen. Gastprofessuren führten ihn 1994 an die Freie Universität Berlin und 1998 nach Heidelberg.
Er war Verfasser zahlreicher Werke über Theoretische Chemie. Insgesamt umfasst seine Publikationsliste mehr als 600 Arbeiten. 1995 initiierte er die Indaba-Serie der International Union of Crystallography, die er bis zur Indaba 5  im August 2006 organisierte.
Nach seiner Emeritierung schrieb er Werke, in denen er sich gegen die Erkenntnisse der von der Wissenschaftsgemeinde anerkannten Quantenmechanik richtet. Er verteidigt dabei nicht auf der Quantenmechanik aufbauende Atommodelle in der Tradition des Bohrschen Atommodells und streitet der Quantenmechanik jegliche Erklärkraft in der Chemie ab. Hierbei nimmt er Bezug auf die zahlenmystische Idee des Primzahlkreuzes des deutschen Chemikers Peter Plichta. Die Problematik des Kollaps der Wellenfunktion hält er für belanglos (siehe Zitate). Er meint, ebenso wie Plichta, die moderne Quantenphysik in ihrer mathematischen Komplexität durch elementare zahlentheoretische Überlegungen ersetzen zu können.

## Zitate
„Numerologists can interpret great historical and cosmic events, predict the future and explain human nature.“

(Deutsch: „Numerologen können große historische und kosmische Ereignisse interpretieren, die Zukunft vorhersagen und das menschliche Wesen erklären.“)

„Volumes have been written about the red herring known as Schrödinger’s cat. Without science writers looking for sensation, it is difficult to see how such nonsense could ever become a topic for serious scientific discussion.“

(Deutsch: „Ganze Bücher wurden über die als“Schrödingers Katze„bekannte Nebelkerze geschrieben. Ohne nach Sensationen suchende Wissenschaftsautoren wäre ein solcher Nonsens wohl kaum jemals ein Thema ernsthafter wissenschaftlicher Diskussion geworden.“)

„All advances in chemistry happen at the bench, as it should, but without the theoretical understanding, even of common events such as intramolecular rearrangement. No calculation can predict chemical reactions.“

„It is a myth that chemistry derives from quantum theory. More fundamental than both is the periodic table that reduces the properties of matter to a number basis, which is revealed only peripherally in the differential equations of quantum theory.“